# Leucanthemum cuneifolium
Leucanthemum cuneifolium là một loài thực vật có hoa trong họ Cúc. Loài này được H.J.Coste mô tả khoa học đầu tiên năm 1903.